# Luchtbelvormer
Een luchtbelvormer is een hulpstof in beton, die de vorstschade beperkt: door de luchtbelvormer ontstaan microscopisch kleine holten in het beton, die de capillaire werking van poriën onderbreken. Hierdoor zal het beton weinig water opnemen.
Bij het bevriezen van het weinige water in beton zet het ontstane ijs uit, wat in gewoon beton schade kan veroorzaken doordat het beton de volumetoename van het ijs niet aankan. In beton met luchtbelvormer kan de volumetoename door het ijs opgenomen worden in de gevormde luchtholtes.